# Співчуття (пам'ятник)

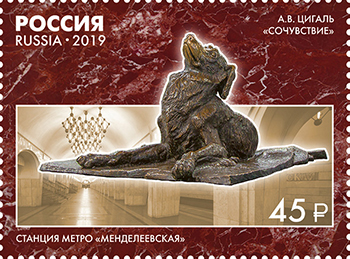
Поштова марка Росії 2019 року, присвячена пам'ятнику «Співчуття»

Пам'ятник «Співчуття» — скульптура, розташована між входом і виходом станції московського метро «Менделєєвська», присвячена гуманному ставленню до безпритульних собак.
Встановлений пам'ятник 17 лютого 2007 року. Автори: скульптор Олександр Цигаль, художник-анімалист Сергій Цигаль, архітектор Андрій Наліч і дизайнер Петро Наліч.
Скульптура представляє собою непородисту собаку, котра мирно лежить на постаменті і чеше задньою лапою вухо. Є й напис на пам'ятнику: «Співчуття. Присвячується гуманному ставленню до бродячих тварин».
Пам'ятник присвячений бродячому собаці по кличці Хлопчик (рос. Мальчик), який жив в підземному переході біля станції метро «Менделєєвська» в період дії в місті Програми стерилізації безпритульних собак, що передбачала вільне знаходження таких тварин на вулицях. Пес Хлопчик загинув в результаті конфлікту в 2001 році.
Інцидент стався, коли собаківниця Юліана Романова (Волкова) зайшла в підземний перехід разом зі своїм стаффордширським тер'єром. Пес Хлопчик, за версією видання «Родная газета», не пускав інших собак в перехід. Винятком була лише руда самка, з якої він парувався. Хлопчик був конфліктною твариною і напередодні події поводився агресивно, через що охоронці переходу тримали його в незаконно спорудженій ними будці, але в трагічний день вони випустили його на вільний вигул.
Бродячий пес облаяв породистого собаку Романової. Відбулася словесна перепалка Романової з власником торгових наметів на ім'я Мамука, який спробував розборонити собак, після чого Романова дістала ніж з сумки і заколола Хлопчика.
Після серії публікацій в ЗМІ, які засуджували вчинок Романової, було порушено кримінальну справу. Суд направив Романову на примусове лікування в психіатричний стаціонар терміном на 1 рік.
Після смерті Хлопчика в переході стали жити дві інші безпритульні собаки за прізвиськами Рижик і Тошка. Вісім років по тому, в 2009 році, міська влада Москви відновила припинене наприкінці 1990-х років гуманне безповоротне виловлення собак з направленням їх в муніципальні притулки.

## Історія створення пам'ятника

### Версія літератора Ірини Озерної
17 січня 2002 року в газеті «Известия» з'явився матеріал нештатного журналіста-літератора, вегана і борця за права тварин Ірини Озерної. Стаття називалася «Убили Хлопчика. Трагедія в московській підземці». У ній описувався інцидент, що стався в грудні 2001 року в підземному переході московської станції метро «Менделєєвська», в результаті якого загинув безпритульний пес. За словами автора матеріалу, Хлопчиком звали «чорно-жовтого безпородного пса завбільшки з велику вівчарку».
Стаття в «Известиях» рясніла дефініціями «шкуродер», «вбивця». Романова була названа автором статті «дівчинкою», яка заздалегідь планувала «пополювати» і «заздалегідь пригледіла жертву».

### Версія «Родной газеты»
«Родная газета» представила дещо іншу версію події. Як зазначає журналіст, бродячий собака був конфліктним: «Хлопчик вважав територію підземного переходу станції своїм домом, стежив за порядком, не пускав сюди інших собак».
Після того, як в переході з'явилася Романова зі своїм стаффордширським тер'єром на повідку, зав'язалася собача бійка. Причому за фізичними параметрами Хлопчик не поступався собаці Романової. У бійку втрутився власник торгового павільйону по імені Мамука, який застосував фізичну дію проти стаффордширського тер'єра. Лише після цього Романова дістала ніж і заколола бродячого собаку.
Як зазначала газета, після того як загинув Хлопчик, в цьому переході продовжували жити бродячі собаки за прізвиськами Рижик і Тошка, до яких регулярно приходили зоозахисники з метою погодувати.

### Реакція зоозахисників та митців
Публікації в пресі викликали суспільний резонанс. Як зазначає «Родная газета», ініціатором кримінального процесу проти Романової виступили літератор Ірина Озерна і адвокат Катерина Полякова.
Група зоозахисників та митців направила листи на адресу керівників країни з вимогою покарати героїню матеріалу. Проти неї було порушено кримінальну справу за фактом жорстокого поводження з тваринами, і вона була спрямована на примусове лікування в психіатричну лікарню терміном на один рік.
За пропозицією Ірини Озерної і за сприяння артистів естради та театральних діячів було розпочато збір коштів на створення пам'ятника.
Була створена рада опікунів, яку очолила співачка і борець за права бродячих тварин Олена Камбурова. До ради також увійшли 26 митців: Аркадій Арканов, Белла Ахмадуліна, Еліна Бистрицька, Валентин Гафт, Геннадій Гладков, Григорій Гладков, Володимир Дашкевич, Армен Джигарханян, Євгеній Євтушенко, Фазіль Іскандер, Людмила Касаткіна, Анатолій Кім, Євгеній Колобов, Сергій Колосов, Юрій Куклачов, Михайло Левітін, Андрій Макаревич, Ольга Остроумова, Любов Поліщук, Юрій Соломін, Юрій Шевчук, Юрій Яковлєв, Станіслав Маркелов, Генріх Падва, Генрі Рєзнік, Сергій Середа.
Куратором проекту стала автор статті в «Известиях» Ірина Озерна. Культурні діячі звернулися до керівника Московського метрополітену Дмитра Гаєва з проханням підтримати їхню ідею встановити пам'ятник в підземному переході станції.
Бронзова скульптура відлита на добровільно пожертвувані кошти.
На відкритті пам'ятника були присутні: Олена Камбурова, Сергій Юрський, Людмила Касаткіна, Андрій Макаревич, Веніамін Смєхов, Олег Анофрієв, Михайло Ширвіндт.
На думку ініціаторів встановлення і авторів пам'ятник повинен стати символом поваги до всіх живих істот, символом протесту проти нелюдського поводження з безпритульними тваринами.
Дана скульптура відзначена Об'єднанням московських скульпторів як один з найкращих пам'ятників 2007 року.